# Горди, Эмори (младший)
Эмори Горди — младший (англ. Emory Gordy Jr.; род. 25 декабря 1944, Атланта, Джорджия, США) — американский музыкальный продюсер и бас-гитарист.
Начал карьеру в 1960-е годы как сессионный музыкант. В этом качестве работал с Нилом Даймондом, Билли Джоэлом, Томом Петти, Грэмом Парсонсом, Томми Роу, Рики Скэггсом, Лайлом Ловеттом, Альбертом Ли и Крисом Хиллманом. Помимо этого, входил в аккомпанирующие группы Элвиса Пресли, Эммилу Харрис, Родни Кроуэлла и Джона Денвера.
С середины 1980-х годов стал востребованным кантри-продюсером на лейбле MCA Nashville, затем вице-президентом Rising Tide Records и независимым продюсером. Продюсировал записи таких артистов как Джордж Джонс, Стив Эрл, Эммилу Харрис, Билл Монро, Эрл Томас Конли, а также коллективов Alabama, Nitty Gritty Dirt Band и The Bellamy Brothers.
Обладатель двух наград ACM Awards как «Бас-гитарист года» (1986; 1987), двух Nashville Music Awards как «Продюсер года» (1996; 1998), CMA Awards в номинации «Альбом года» (1995) и «Грэмми» в категории «Лучший блюграсс-альбом» (2011). Последние две премии получил за продюсирование пластинок своей жены, кантри-певицы Патти Лавлесс.

## Биография

### Карьера музыканта
Эмори Горди родился на Рождество в городе Атланта, штат Джорджия и с раннего детства проявлял талант к музыке. Уже в четыре года он играл на фортепиано, а в шесть — на трубе. Параллельно обучению в старших классах школы, Горди освоил также укулеле, банджо, гитару и эуфониум. Свои музыкальные навыки в этот период он оттачивал исполняя блюграсс в струнных ансамблях, диксиленд в джазовых коллективах и более популярный материал формата Топ-40 в гаражной группе. Получая математическое образование в Университете Джорджии, Горди музицировал в студенческом оркестре на валторне. В 18 лет он в переключился на бас-гитару и тремя годами позже решил, что именно с этим инструментом хочет связать дальнейшую жизнь. Его первым басом стала модель Gibson EB-0.
В 1964 году Горди в порядке замены аккомпанировал Томми Роу на танцах в Атланте, где привлёк внимание местного продюсера Джо Саута, начавшего вскоре приглашать басиста на рекорд-сессии. По словам самого Горди, именно Саут научил его всему, что он умеет в студии. Когда Саут представил его музыкальному издателю Биллу Ловери, Горди получил возможность записываться с Раззи Бэйли, Маком Дэвисом, Фредди Веллером и Томми Роу. Как басист и бэнд-лидер он гастролировал с Лу Кристи, Руфусом Томасом и группой The Tams. В 1965 году Горди переехал в Нью-Йорк, где недолго играл с Отисом Реддингом, а в 1970 году перебрался в Лос-Анджелес. Там он приобрёл дополнительный опыт, сотрудничая с Дебби Рейнольдс и Либераче в качестве звукоинженера и продюсера. В этот период Горди продемонстрировал и композиторский талант, став соавтором хита 1969 года «Traces» группы Classics IV (в будущем он возвращался к сочинительству, выступив соавтором песен «Cheap Whiskey» для Вайнонны, «When I Reach the Place I’m Goin'» для Мартины МакБрайд и нескольких треков Патти Лавлесс).
Следующим этапом его карьеры стали гастроли с Нилом Даймондом в 1971 году. В ходе турне Горди сыграл в общей сложности на девяти разных инструментах (в том числе на бас-гитаре, гитаре, мандолине, вибрафоне и различной перкуссии), отметившись на концертном альбоме Даймонда Hot August Night (1972). В 1972 году он как басист работал в студии с Элвисом Пресли над хитами «Separate Ways» и «Burning Love». Впоследствии Горди вошёл в его группу TCB Band. Вместе с другими членами данного коллектива, гитаристом Джеймсом Бёртоном и ударником Роном Таттом, он участвовал в записи альбома Грэма Парсонса Grievous Angel (1974). В ходе этих рекорд-сессий Горди был замечен Эммилу Харрис, которая, начав в 1975 году сольную карьеру, пригласила его в свою группу The Hot Band. Работая в этом ансамбле до 1977 года и сотрудничая с певицей в дальнейшем как приглашённый музыкант, он играл на её популярных альбомах Luxury Liner (1976), Blue Kentucky Girl (1979) и Roses in the Snow (1980). В тот же период Горди записывался в студии с Томом Петти, Билли Джоэлом и The Bellamy Brothers.
В 1978 году Горди присоединился к группе The Cherry Bombs, аккомпанировавшей параллельно Родни Кроуэллу и Розанне Кэш. Среди его коллег по этому ансамблю были пианист Тони Браун и гитаристы Винс Гилл и Ричард Беннетт. Устав гастролировать сразу с двумя исполнителями, он в 1979 году покинул данный коллектив и присоединился к группе Джона Денвера, работая с певцом как в турах по США, Европе и Австралии, так и в студии в Нэшвилле, где обеспечил басовые партии для двух его альбомов. Горди вернулся в The Cherry Bombs в 1981 году, но уже в 1982 снова ушёл, решив стать продюсером. За время своей карьеры музыканта он также сыграл на альбомах Эрика Андерсена, Джонатана Эдвардса, Криса Хиллмана, Альберта Ли, Лайла Ловетта, Мики Ньюбери и Рики Скэггса.

### Карьера продюсера
В 1984 году Тони Браун пригласил Горди на работу в отдел подбора артистов и репертуара (A&R) лейбла MCA Nashville. Там Горди стал крайне востребованным продюсером. Ранее он уже помог сделать первые шаги на пути к звёздному статусу Винсу Гиллу на его мини-альбоме Turn Me Loose (1984) для RCA Nashville. Теперь же на пару с Брауном он спродюсировал крайне успешный альбом Стива Эрла Guitar Town (1986) и его следующую работу Exit 0 (1987), а уже в одиночку — пластинку Southern Flavor (1988) блюграсс-легенды Билла Монро. Помимо этого, в тот период он курировал записи Аарона Типпина и Джимми Дейла Гилмора. Судьбоносной для Горди оказалась встреча с Патти Лавлесс — сперва он стал её продюсером, а в 1989 году — мужем. В это же время под его руководством Эрл Томас Конли записал несколько кантри-хитов № 1: «What She Is (Is A Woman In Love)» (1988), «We Believe In Happy Endings» (1988, дуэт с Эммилу Харрис), «What’d I Say» (1988) и «Love Out Loud» (1989). Параллельно Горди продюсировал синглы The Bellamy Brothers, включая «Old Hippie» (1985) и «Kids of the Baby Boom» (1987).
После того как Лавлесс в 1992 году покинула MCA Nashville, а затем проходила сложную операцию на голосовых связках, Горди помог ей снова войти в строй (уже на лейбле Epic) с альбомами Only What I Feel (1993) и When Fallen Angels Fly (1994), последний из которых завоевал приз CMA Awards в номинации «Альбом года». Параллельно в середине 1990-х годов Горди способствовал возвращению на высокие позиции в чартах группы Alabama. В 1996 году он занял должность старшего вице-президента лейбла Rising Tide Records, где курировал записи Делберта Макклинтона, Nitty Gritty Dirt Band и Матрейсы Берг. Через два года компания покинула музыкальный бизнес и Горди стал независимым продюсером, работая над блюграсс-диском своей жены Mountain Soul (2001), а также альбомами Джорджа Джонса. В 2009 году Лавлесс под началом Горди записала проект Mountain Soul II, принёсший обоим премию «Грэмми» в номинации «Лучший блюграсс-альбом».
Несмотря на статус одного из самых влиятельных нэшвиллских продюсеров 1990-х годов, Горди обычно старался избегать излишнего внимания к своей персоне, за исключением случаев, когда ему приходилось аккомпанировать знаменитостям на сцене. Будучи иногда закрытым до степени затворничества, он также не любил давать интервью и обсуждать свои успехи, предпочитая вместо этого заниматься новыми проектами и совершенствовать собственное мастерство. К середине 2010-х Горди в основном завершил карьеру, осев в родном городе Атланта, штат Джорджия. Тем не менее иногда он выезжает в Нэшвилл, где работает в студии как сессионный музыкант, а также аккомпанирует своей жене во время её выступлений в Grand Ole Opry. Основные и самые любимые инструменты Горди — бас-гитары Fender Jazz Bass и Fender Precision Bass (оба 1960 года выпуска), а также изначально восьмиструнная бас-гитара Hagström, переделанная под четыре струны.

## Награды и номинации

### CMA Awards
Награда Ассоциации музыки кантри. Горди имеет одну победу, а в обшей сложности номинирован шесть раз. Все награды и номинации получены за продюсирование.
| Год  | Категория   | Работа                                           | Итог      | Прим.  |
| ---- | ----------- | ------------------------------------------------ | --------- | ------ |
| 1993 | Сингл года  | «I Don’t Need Your Rockin' Chair» (Джордж Джонс) | Номинация | [ 14 ] |
| 1994 | Сингл года  | «How Can I Help You Say Goodbye» (Патти Лавлесс) | Номинация | [ 14 ] |
| 1995 | Альбом года | When Fallen Angels Fly (Патти Лавлесс)           | Победа    | [ 15 ] |
| 1996 | Альбом года | The Trouble With The Truth (Патти Лавлесс)       | Номинация | [ 14 ] |
| 1998 | Альбом года | Long Stretch Of Lonesome (Патти Лавлесс)         | Номинация | [ 14 ] |
| 1998 | Сингл года  | «You Don’t Seem To Miss Me» (Патти Лавлесс)      | Номинация | [ 14 ] |

### ACM Awards
Награда Академии музыки кантри. Горди имеет две победы, а в обшей сложности номинирован девять раз. Все награды и номинации, кроме басовых, получены за продюсирование.
| Год  | Категория              | Работа                                                      | Итог      | Прим.  |
| ---- | ---------------------- | ----------------------------------------------------------- | --------- | ------ |
| 1981 | Бас-гитарист года      | —                                                           | Номинация | [ 16 ] |
| 1982 | Бас-гитарист года      | —                                                           | Номинация | [ 16 ] |
| 1985 | Бас-гитарист года      | —                                                           | Номинация | [ 16 ] |
| 1986 | Бас-гитарист года      | —                                                           | Победа    | [ 17 ] |
| 1987 | Бас-гитарист года      | —                                                           | Победа    | [ 17 ] |
| 1995 | Сингл года             | When Fallen Angels Fly (Патти Лавлесс)                      | Номинация | [ 16 ] |
| 1996 | Альбом года            | The Trouble With The Truth (Патти Лавлесс)                  | Номинация | [ 16 ] |
| 1997 | Альбом года            | Long Stretch Of Lonesome (Патти Лавлесс)                    | Номинация | [ 16 ] |
| 2001 | Вокальное событие года | «Out of Control Raging Fire» (Патти Лавлесс и Трэвис Тритт) | Номинация | [ 16 ] |

### Премия «Грэмми»
Награда Национальной академии искусства и науки звукозаписи. Горди имеет одну победу, а в обшей сложности номинирован три раза. Все награды и номинации получены за продюсирование.
| Год  | Категория              | Работа                                     | Итог      | Прим.  |
| ---- | ---------------------- | ------------------------------------------ | --------- | ------ |
| 1997 | Лучший кантри-альбом   | The Trouble With The Truth (Патти Лавлесс) | Номинация | [ 18 ] |
| 1998 | Лучший кантри-альбом   | Long Stretch Of Lonesome (Патти Лавлесс)   | Номинация | [ 18 ] |
| 2011 | Лучший блюграсс-альбом | Mountain Soul II (Патти Лавлесс)           | Победа    | [ 18 ] |

### Nashville Music Awards (NAMMY)
Награда некоммерческой организации Leadership Music. Горди имеет две победы.
| Год  | Категория     | Итог   | Прим.  |
| ---- | ------------- | ------ | ------ |
| 1996 | Продюсер года | Победа | [ 19 ] |
| 1998 | Продюсер года | Победа | [ 20 ] |

### Почётные статусы
Посвящения в залы славы, звания и членства.
| Год  | Название                                | Итог   | Прим.  |
| ---- | --------------------------------------- | ------ | ------ |
| 1992 | Посвящение в Georgia Music Hall of Fame | Победа | [ 21 ] |

### Рейтинги и чарты
Ежегодные чарты и рейтинги кантри-продюсеров.
| Год  | Название                               | Позиция | Издание   | Прим.  |
| ---- | -------------------------------------- | ------- | --------- | ------ |
| 1992 | Hot Country Singles & Tracks Producers | 15      | Billboard | [ 22 ] |
| 1993 | Hot Country Singles & Tracks Producers | 13      | Billboard | [ 23 ] |
| 1994 | Hot Country Singles & Tracks Producers | 12      | Billboard | [ 24 ] |
| 1995 | Hot Country Singles & Tracks Producers | 9       | Billboard | [ 25 ] |
| 1996 | Hot Country Singles & Tracks Producers | 7       | Billboard | [ 26 ] |
| 1997 | Hot Country Singles & Tracks Producers | 13      | Billboard | [ 27 ] |
| 1998 | Hot Country Producers                  | 19      | Billboard | [ 28 ] |

## Личная жизнь
С 1989 года Горди женат на Патти Лавлесс, которая моложе него на 12 лет и чьи записи он продюсировал. Дабы избежать лишней шумихи и пересудов, они сперва хранили свои отношения в тайне, обнародовав факт супружества лишь в 1991 году. Начиная с 1996 года Горди перенёс четыре больших операции — три ввиду проблем с органами брюшной полости (в итоге ему удалили желчный пузырь и селезёнку) и одну из-за коллапса лёгкого. После этого он с Лавлесс перебрался из Нэшвилла в свой родной штат Джорджия (северо-западные окрестности Атланты), чтобы восстановить здоровье и находиться поближе к детям от первого брака.